# La Dona a la Reraguarda
La Dona a la Reraguarda fou una secció del Comissariat de propaganda de la Generalitat de Catalunya, durant la guerra civil de 1936-1939, que tenia per objectiu canalitzar l'ajut que les dones podien proporcionar als combatents de la guerra.
Carme Ballester, muller del president Companys n'era la presidenta d'honor; Anna Gil formava part de la seva Junta com a Presidenta i la secretària general era Maria Baldó i Massanet, propera a Esquerra Republicana de Catalunya. Comptava amb delegacions a diverses poblacions catalanes, com Premià de Mar, Premià de Dalt, Arbúcies i L'Hospitalet de Llobregat. Fou una organització amb una actuació força autònoma, que canalitzava l'ajuda als combatents, tant els que eren al front com els convalescents a la rereguarda. El maig de 1937 aplegava 34.000 dones. A finals de 1938 aquesta secció del Comissariat de propaganda es va veure reforçada per la Comissió Femenina d'Ajut al Combatent, del propi comissariat. La seva seu era al carrer Còrsega 314, de Barcelona i posteriorment a l'avinguda Diagonal (aleshores avinguda 14 d'abril), 389.